# Unterseeboot 16 (1911)
Pour les articles homonymes, voir Unterseeboot 16.
Le sous-marin allemand Unterseeboot 16 (Seiner Majestät Unterseeboot 16 ou SM U-16), navire de tête et unique exemplaire du type U 16 a été construit par la Germaniawerft de Kiel, et lancé le 29 août 1911 pour une mise en service le 28 décembre 1911. Il a servi pendant la Première Guerre mondiale sous pavillon de la Kaiserliche Marine.

## Caractéristiques techniques
Le sous-marin est un exemplaire unique du type U 16, long de 57,70 m, large de 6 m (maître bau), haut de 7,25 m, était armé de six torpilles et d’un canon de 105 mm capable d’effectuer 300 tirs (en surface).

Doté d'une autonomie de 4 500 milles, sa vitesse était de 15,6 nœuds en surface et de 10,7 nœuds sous l’eau. Il pouvait plonger à une profondeur de 50 mètres environ.

À son bord se trouvait un équipage de 35 hommes composé de quatre officiers et 34 membres d'équipage

## Histoire
Le 16 février 1915, le SM U 16 a coulé le cargo à vapeur S/S Ville de Lille, qui partait de Cherbourg pour se rendre à Dunkerque. Le commandant du submersible, le Kapitänleutnant Claus Hansen après avoir fait surface, a donné 10 minutes à l’équipage du vapeur français pour « quitter le navire » à bord de canots de sauvetage. Peu après, deux sous-mariniers allemands y ont placé des charges explosives pour le couler. Quelques instants plus tard, l'U-Boot croise un autre vapeur — hollandais cette fois — qu’il laisse partir après quelques contrôles effectués à son bord.
Revenant vers les canots de sauvetage du S/S Ville de Lille, le commandant Claus Hansen aperçoit le capitaine du navire coulé, et, le voyant blessé au visage, le prend à bord du sous-marin pour le soigner et lui passer une paire de bottes (le capitaine n'avait pas eu le temps de se chausser avant d'aller dans un canot). L'histoire a révélé que le commandant allemand a aperçu deux femmes et deux enfants sur le pont du S/S Ville de Lille et a préféré ne pas le torpiller et laisser la vie sauve à tous ses occupants. Un fox-terrier récupéré à bord du bateau sera accueilli à l'intérieur de le SM U 16, pour en devenir la mascotte.
Le même jour, le sous-marin croise un vapeur anglais, le steamer charbonnier Dulwich, qu'il torpille au large du cap d'Antifer.
Au commandant Claus Hansen succède le commandant Oberleutnant zur See Leo Hillebrand. Le SM U 16 a rempli quatre missions dans la Flottille II. À son « tableau de chasse », on comptabilise onze navires, pour un total de 11 730 tonnes. Deux autres navires ont été endommagés.
Le SM U 16 a coulé le 8 février 1919 lors de son voyage de livraison vers les forces de l'Entente à la suite d'un accident en mer du Nord. La position approximative du point de naufrage est définie par les coordonnées géographique suivantes : 53° 59′ N, 8° 25′ O.

## Commandants
- Kapitänleutnant (Kptlt.) Klaus Hansen du 1er août 1914 au 15 mars 1915
- Oberleutnant zur See (Oblt.) Leo Hillebrand du 16 mars 1915 au 21 octobre 1915

## Flottilles
- Flottille II du 1er août 1914 à ?

## Patrouilles
Le SM U-16 a effectué quatre patrouilles pendant son service.

## Palmarès
Le SM U-16 a coulé onze navires marchands pour un total de 11 730 tonneaux, endommagé deux navires marchands pour un total de 11 228 tonneaux et capturé comme prise de guerre un navire marchand de 838 tonneaux.
| Date              | Nom du navire  | Nationalité  | Tonnage (GRT) | Fait                |
| ----------------- | -------------- | ------------ | ------------- | ------------------- |
| 15 février 1915   | Dulwich        | Royaume-Uni  | 3 289         | Coulé               |
| 15 février 1915   | Ville de Lille | France       | 997           | Coulé               |
| 18 février 1915   | Dinorah        | France       | 4 208         | Endommagé           |
| 19 février 1915   | Belridge       | Norvège      | 7 020         | Endommagé           |
| 26 mai 1915       | M. Roosval     | Suède        | 309           | Coulé               |
| 26 mai 1915       | Betty          | Danemark     | 2 109         | Coulé               |
| 28 mai 1915       | Mars           | Empire russe | 251           | Coulé               |
| 30 mai 1915       | Søborg         | Danemark     | 2 108         | Coulé               |
| 20 septembre 1915 | Thorvaldsen    | Danemark     | 1 220         | Coulé               |
| 26 septembre 1915 | Ellen Benzon   | Danemark     | 143           | Coulé               |
| 29 septembre 1915 | Flora          | Norvège      | 184           | Coulé               |
| 29 septembre 1915 | Actie          | Norvège      | 562           | Coulé               |
| 30 septembre 1915 | Florida        | Norvège      | 558           | Coulé               |
| 1er octobre 1915  | Pallas         | Suède        | 838           | Capturé comme prise |